# Ženy 20. století
Ženy 20. století (v anglickém originále 20th Century Women) je americké komediální drama z roku 2016. Režie a scénáře se ujal Mike Mills. Ve filmu hrají Annette Beningová, Elle Fanningová, Greta Gerwig, Lucas Jade Zumann a Billy Crudup.
Film měl světovou premiéru na Newyorském filmovém festivalu 8. října 2016 a do kin bude uveden 25. prosince 2016. Premiéra v České republice nebyla stanovena.

## Synopse
V roce 1979 v Santa Barbaře v Kalifornii vyhledá Dorothea (Annette Beningová) pomoc u Abbie (Greta Gerwig) a Julie (Elle Fanningová) při výchově jejího syna Jamieho (Lucas Jade Zumann).

## Obsazení
| Annette Beningová    | Dorothea        |
| Greta Gerwig         | Abbie           |
| Elle Faninningová    | Julie           |
| Lucas Jade Zumann    | Jamie           |
| Billy Crudup         | Williams        |
| Alia Shawkat         | Trish           |
| Darrell Britt-Gibson | Julian          |
| Thea Gill            | matka Abbie     |
| Laura Wiggins        | Lynette Winters |
| Nathalie Love        | Cindy           |
| Waleed Zuaiter       | Charlie         |
| Alison Elliott       | matka Julie     |
| Finn Roberts         | Tim Drammer     |

## Produkce
16. ledna 2015 bylo oznámeno, že Mike Mills se ujme režie svého vlastního scénáře. V květnu 2015 se k projektu připojili Annette Beningová, Greta Gerwig a Elle Fanningová. V srpnu 2015 byl do vedlejší role obsazen Billy Crudup. Natáčení začalo 8. září 2015 v Jižní Kalifornii. Produkce trvala do 27. října 2015.

## Přijetí
Film získal pozitivní recenze od kritiků. Na recenzní stránce Rotten Tomatoes získal z 115 započtených recenzí 90 procent s průměrným ratingem 7,9 bodů z deseti. Na serveru Metacritic snímek získal z 38 recenzí 83 bodů ze sta.

## Ocenění
| Ocenění                                       | Datum ceremoniálu  | Kategorie                                       | Nominovaný                    | Výsledek  |
| --------------------------------------------- | ------------------ | ----------------------------------------------- | ----------------------------- | --------- |
| AARP Annual Movies for Grownups Awards        | 6. února 2017      | Nejlepší herečka                                | Annette Beningová             | vítězství |
| AARP Annual Movies for Grownups Awards        | 6. února 2017      | Nejlepší nezávislý film                         | 20th Century Women            | vítězství |
| Alliance of Women Film Journalists            | 21. prosince 2016  | Nejlepší herečka ve vedlejší roli               | Greta Gerwig                  | nominace  |
| Alliance of Women Film Journalists            | 21. prosince 2016  | Nejlepší castingový režisér                     | Mark Bennet a Laura Rosenthal | nominace  |
| Alliance of Women Film Journalists            | 21. prosince 2016  | Nejlepší původní scénář                         | Mike Mills                    | nominace  |
| Alliance of Women Film Journalists            | 21. prosince 2016  | Nejlepší herečka, u které nerozhoduje věk       | Annette Beningová             | vítězství |
| Austin Film Critics Association               | 28. prosince 2016  | Nejlepší herečka                                | Annette Beningová             | nominace  |
| Austin Film Critics Association               | 28. prosince 2016  | Nejlepší herečka ve vedlejší roli               | Greta Gerwig                  | nominace  |
| Austin Film Critics Association               | 28. prosince 2016  | Nejlepší původní scénář                         | Mike Mills                    | nominace  |
| Cena národní společnosti filmových kritiků    | 7. ledna 2017      | Nejlepší herečka                                | Annette Beningová             | 2. místo  |
| Critics' Choice Awards                        | 11. prosince 2016  | Nejlepší herečka                                | Annette Beningová             | nominace  |
| Critics' Choice Awards                        | 11. prosince 2016  | Nejlepší herečka ve vedlejší roli               | Greta Gerwig                  | nominace  |
| Critics' Choice Awards                        | 11. prosince 2016  | Nejlepší obsazení                               | 20th Century Women            | nominace  |
| Dallas-Fort Worth Film Critics Association    | 13. prosince 2016  | Nejlepší film                                   | 20th Century Women            | 8. místo  |
| Dallas-Fort Worth Film Critics Association    | 13. prosince 2016  | Nejlepší herečka                                | Annette Beningová             | 5. místo  |
| Dallas-Fort Worth Film Critics Association    | 13. prosince 2016  | Nejlepší herečka ve vedlejší roli               | Greta Gerwig                  | 4. místo  |
| Denver Film Critics Society                   | 16. ledna 2017     | Nejlepší herečka                                | Annette Beningová             | nominace  |
| Detroit Film Critics Society                  | 19. prosince 2016  | Nejlepší obsazení                               | 20th Century Women            | vítězství |
| Detroit Film Critics Society                  | 19. prosince 2016  | Nejlepší herečka                                | Annette Beningová             | nominace  |
| Detroit Film Critics Society                  | 19. prosince 2016  | Nejlepší herečka ve vedlejší roli               | Elle Fanningová               | nominace  |
| Detroit Film Critics Society                  | 19. prosince 2016  | Nejlepší herečka ve vedlejší roli               | Greta Gerwig                  | vítězství |
| Dorian Awards                                 | 26. ledna 2016     | Film roku                                       | 20th Century Women            | nominace  |
| Dorian Awards                                 | 26. ledna 2016     | Nejlepší filmová herečka roku                   | Annette Bening                | nominace  |
| Dorian Awards                                 | 26. ledna 2016     | Scénář roku                                     | Mike Mills                    | nominace  |
| Florida Film Critics Circle                   | 23. prosince 2016  | Nejlepší herečka v hlavní roli                  | Annette Bening                | nominace  |
| Florida Film Critics Circle                   | 23. prosince 2016  | Nejlepší herečka ve vedlejší roli               | Greta Gerwig                  | nominace  |
| Florida Film Critics Circle                   | 23. prosince 2016  | Nejlepší původní scénář                         | Mike Mills                    | nominace  |
| Florida Film Critics Circle                   | 23. prosince 2016  | Nejlepší obsazení                               | 20th Century Women            | nominace  |
| Gotham Awards                                 | 28. listopadu 2016 | Best Actress                                    | Annette Beningová             | nominace  |
| Houston Film Critics Society                  | 6. ledna 2017      | Nejlepší herečka ve vedlejší roli               | Greta Gerwig                  | nominace  |
| Independent Spirit Awards                     | 25. února 2017     | Nejlepší herečka                                | Annette Bening                | nominace  |
| Independent Spirit Awards                     | 25. února 2017     | Nejlepší scénář                                 | Mike Mills                    | nominace  |
| IndieWire Critics Poll                        | 19. prosince 2016  | Nejlepší herečka                                | Annette Beningová             | 9. místo  |
| IndieWire Critics Poll                        | 19. prosince 2016  | Nejlepší herečka ve vedlejší roli               | Greta Gerwig                  | 6. místo  |
| London Film Critics Circle                    | 22. ledna 2017     | Nejlepší herečka ve vedlejší roli               | Greta Gerwig                  | nominace  |
| Mezinárodní filmový festival v Palm Springs   | 2. ledna 2017      | Ocenění za kariérní úspěch                      | Annette Beningová             | vítězství |
| North Carolina Film Critics Association       | 2. ledna 2017      | Nejlepší původní scénář                         | Mike Mills                    | nominace  |
| North Carolina Film Critics Association       | 2. ledna 2017      | Nejlepší herečka ve vedlejší roli               | Greta Gerwig                  | nominace  |
| North Carolina Film Critics Association       | 2. ledna 2017      | Nejlepší herečka v hlavní roli                  | Annette Beningová             | nominace  |
| San Diego Film Critics Society                | 12. prosince 2016  | Nejlepší herečka                                | Annette Beningová             | nominace  |
| San Diego Film Critics Society                | 12. prosince 2016  | Nejlepší herečka ve vedlejší roli               | Greta Gerwig                  | nominace  |
| San Diego Film Critics Society                | 12. prosince 2016  | Nejlepší obsazení                               | 20th Century Women            | nominace  |
| San Francisco Film Critics Circle             | 11. prosince 2016  | Nejlepší herečka                                | Annette Beningová             | nominace  |
| San Francisco Film Critics Circle             | 11. prosince 2016  | Nejlepší herečka ve vedlejší roli               | Greta Gerwig                  | nominace  |
| Satellite Awards                              | 19. února 2017     | Nejlepší herečka                                | Annette Beningová             | nominace  |
| St. Louis Gateway Film Critics Association    | 18. prosince 2016  | Nejlepší herečka ve vedlejší roli               | Greta Gerwig                  | nominace  |
| Washington D.C. Area Film Critics Association | 5. prosince 2016   | Nejlepší herečka                                | Annette Beningová             | nominace  |
| Washington D.C. Area Film Critics Association | 5. prosince 2016   | Nejlepší herečka ve vedlejší roli               | Greta Gerwig                  | nominace  |
| Washington D.C. Area Film Critics Association | 5. prosince 2016   | Nejlepší obsazení                               | 20th Century Women            | nominace  |
| Women Film Critics Circle                     | 5. prosince 2016   | Nejlepší herečka                                | Annette Beningová             | nominace  |
| Women Film Critics Circle                     | 5. prosince 2016   | Nejlepší herečka ve vedlejší roli               | Greta Gerwig                  | nominace  |
| Women Film Critics Circle                     | 5. prosince 2016   | Nejlepší obsazení                               | 20th Century Women            | nominace  |
| Zlatý glóbus                                  | 8. ledna 2017      | Nejlepší film – muzikál nebo komedie            | 20th Century Women            | nominace  |
| Zlatý glóbus                                  | 8. ledna 2017      | Nejlepší filmová herečka – muzikál nebo komedie | Annette Beningová             | nominace  |